# Гудименко Юрій Аркадійович
Гудименко Юрій Аркадійович (нар. 10 березня 1966 року в Киргизькій РСР) — український і російський футболіст, нападник. Гравець сімферопольської «Таврії» і збірної України.

## Клубна кар'єра
В сезоні 1990–1991 у складі дніпропетровського «Дніпра» грав в 1/32 Кубка УЄФА, провів 2 гри, забив 1 гол.
У 1991 році у складі волгоградського «Ротора» став чемпіоном останнього розіграшу Першої ліги СРСР. Став тоді найкращим бомбардиром команди, яку досі називають найкращим складом Ротора за час існування команди.
Згодом, після переходу в «Таврію», став першим найкращим бомбардиром в історії чемпіонатів України. В 1992 році забив 12 голів в 18 матчах.
Також Гудименко є автором першого покеру в історії українських чемпіонатів у вищій лізі (9 червня 1992 року в матчі «Таврія» - «Темп»).

## Збірна України
Зіграв 2 матчі, забив 1 гол. Дебют 27 червня 1992 року в товариському матчі зі збірною США.

## Після завершення кар'єри футболіста
Оселився у Росії, в місті Волгоград. Працює дитячим футбольним тренером у ФК Нефтяник.

## Титули та досягнення
- Чемпіон України: 1992.
- найкращий бомбардир чемпіонату України: 1992